# Hemshyttan NR
Hemshyttan NR este o arie protejată (arie specială de conservare — SAC, sit de importanță comunitară — SCI) din Suedia întinsă pe o suprafață de 27,2 ha, integral pe uscat.

## Localizare
Centrul sitului Hemshyttan NR este situat la coordonatele 60°03′01″N 15°38′51″E / 60.0504°N 15.6475°E.

## Înființare
Situl Hemshyttan NR a fost declarat sit de importanță comunitară în aprilie 2003 pentru a proteja un număr necunoscut de specii din flora spontană și fauna sălbatică aflate în arealul zonei. Situl a fost protejat și ca arie specială de conservare în martie 2011.

## Biodiversitate
Situată în ecoregiunea boreală, aria protejată conține 2 habitate naturale: Mlaștini împădurite, Taiga vestică.
La baza desemnării sitului se află un număr nedeclarat de specii protejate.